# Julius Lenhart
Julius Lenhart (* 27. November 1875 in Wien; † 10. November 1962 ebenda) war Turner, Doppel-Olympiasieger und ist bis dato erfolgreichster österreichischer Athlet bei Olympischen Sommerspielen.

## Werdegang
Sein erstes Training erhielt Lenhart in Wien, aber bald zog es ihn in die Ferne; unter anderem nach München und in die Schweiz, wo er für verschiedene Vereine startete. 1903 ging er nach Philadelphia, wo er in einer Maschinenfabrik arbeitete.
Von der Philadelphia Turngemeinde wurde Lenhart 1904 zu den Olympischen Spielen nach St. Louis entsandt. Dort gewann er zwei Gold- und eine Silbermedaille. Eine Goldmedaille gewann er beim Einzelmehrkampf, die andere im Mannschaftsmehrkampf (gemeinsam mit Philipp Kassel, Anton Heida, Max Hess, Ernst Reckeweg und John Grieb) mit 374,43 Punkten und im Turn-Neunkampf die Silbermedaille. (Bei dieser letzten Medaille sind die Namen der Disziplin in den verschiedenen Quellen nicht identisch.) Obwohl Lenhart kurz danach nach Österreich zurückkehrte, wurden seine Erfolge in der Heimat nicht beachtet; die Medaillen wurden in der Statistik lange Zeit für die USA geführt, obwohl er nie die US-amerikanische Staatsbürgerschaft besaß: Da im Turnen in St. Louis nur Vereinsteilnehmer zugelassen waren, wurde er für Philadelphia als US-Amerikaner gewertet. 1936 reklamierte er, als Österreicher gewertet zu werden.
1908 zog sich Lenhart vom Leistungssport zurück und arbeitete in seinem Beruf als Maschinenbauingenieur. Erst nach seinem Tod im Jahre 1962 wurde Lenhart auch in Österreich entsprechend gewürdigt und die Statistiken angepasst.